# Isle of Man TT 1979
De Millennium TT van Man 1979 werd verreden van 3 tot 9 juni 1979 op de Snaefell Mountain Course op het eiland Man. Door de Interval-start reed men eigenlijk een tijdrace. De naam "Millennium" sloeg op het duizendjarig bestaan van de Tynwald, het zelfstandige parlement van het eiland Man. De TT van Man eiste de levens van de bakkenist Steve Verne en de zeer ervaren, 45-jarige coureur Fred Launchbury. 

## Algemeen
Hoewel de Isle of Man TT haar WK-status kwijt was geraakt, was het verreweg de best betalende race voor de coureurs, met start- en prijzengelden die in totaal ongeveer een miljoen gulden (450.000 Euro) bedroegen. Na zijn spectaculaire overwinning in de TT van 1978 verwachtte het publiek dat Mike Hailwood ook in 1979 voor sensatie zou zorgen. Mike trok dan ook een recordaantal toeschouwers. Het lukte hem wel in de Senior TT, waarin hij alle bestaande 500cc-records brak, maar de grote overwinnaar was toch wel Alex George, die de Formula One TT en de Classic TT won. De Formula One, Two en Three-races leverden niet langer een "wereldtitel" op: daarvoor moesten ook nog punten worden gescoord in de Ulster Grand Prix. Na de Classic TT maakte Mike Hailwood zijn definitieve afscheid van de motorsport bekend.

## Formula One TT
In de Formula One TT probeerde Mike Hailwood het weer met zijn 864cc-Ducati, maar in de trainingen bleek al dat de machine grote stuurproblemen had. Hailwood monteerde het frame van Sports Motorcycles uit Manchester, dat hem in 1978 de overwinning had gebracht, maar de problemen met de demping werden daardoor niet opgelost. Bovendien had de nieuwe 998cc-Honda van Alex George 5 à 10 pk meer en de topsnelheid lag minstens 30 km/h hoger. Alex George leidde de race van start tot finish en won met een minuut voorsprong op Charlie Williams. Hailwood weerde zich kranig tegen de aanvallen van Ron Haslam, die ook een 998cc-Honda had. In de laatste ronde sloeg er echter een groot gat in Hailwood's uitlaat en brak de bevestiging van de accu, waardoor Mike die met zijn knie op zijn plaats moest houden. Bij Hillberry Corner viel de accu toch uit de accubak en Hailwood moest hem opnieuw plaatsen en aansluiten. Hij werd uiteindelijk vijfde. Haslam kreeg problemen met zijn brandstoftoevoer en moest zijn tweede plaats afstaan aan Williams. 

### Uitslag Formula One TT
| Pos | Coureur          | Merk              | Snelheid   | Tijd      |
| --- | ---------------- | ----------------- | ---------- | --------- |
| 1   | Alex George      | Honda             | 110,57 mph | 2:02:50,6 |
| 2   | Charlie Williams | Honda             | 109,57 mph | 2:03:46,2 |
| 3   | Ron Haslam       | Honda             | 108,66 mph | 2:05:00,0 |
| 4   | Graeme Crosby    | Moriwaki-Kawasaki | 107,39 mph | 2:06:28,2 |
| 5   | Mike Hailwood    | Ducati            | 106,06 mph | 2:08:03,6 |
| 6   | Roger Bowler     | Honda             | 105,05 mph | 2:09:17,6 |
| 7   | George Fogarty   | Ducati            | 103,42 mph | 2:11:19,6 |
| 8   | Helmut Dähne     | Honda             | 102,59 mph | 2:12:23,8 |
| 9   | Asa Moyce        | Kawasaki          | 102,18 mph | 2:12:55,6 |
| 10  | Roger Corbett    | P&M Kawasaki      | 100,62 mph | 2:14:59,4 |
| DNF | Tony Rutter      | Honda             |            |           |
| DNF | Alan Cathcart    | PMS-Kawasaki      |            |           |
| DNF | Jan Strijbis     | BSA               |            |           |
| DNF | Stan Woods       | Honda             |            |           |
| DNF | Joey Dunlop      | Benelli           |            |           |
| DNF | Bill Smith       | onbekend          |            |           |

## Senior TT
Mick Grant had tijdens de North West 200 een scheurtje in zijn bekken opgelopen en daarom afgezien van de Formula One TT met de zware Honda. In de Senior TT startte hij wel met de Suzuki RG 500. Mike Hailwood kreeg de beschikking over de Suzuki van Pat Hennen uit 1978. Daar moest hij even aan wennen en Mick Grant leidde de Senior na de eerste ronde. In de tweede ronde nam Hailwood de leiding over. Dat lag niet alleen aan het uitvallen van Mick Grant die toch te veel pijn had en Alex George (ontsteking), want Hailwood reed een nieuw 500cc-ronderecord. De Yamaha's kwamen er niet aan te pas, maar in de TT van Man kwamen voornamelijk opgeboorde Yamaha TZ 350's aan de start.

### Uitslag Senior TT
| Pos | Coureur            | Merk         | Snelheid        | Tijd            |
| --- | ------------------ | ------------ | --------------- | --------------- |
| 1   | Mike Hailwood      | Suzuki       | 111,75 mph      | 2:01:32,4       |
| 2   | Tony Rutter        | Suzuki       | 109,84 mph      | 2:03:39,4       |
| 3   | Denis Ireland      | Suzuki       | 109,43 mph      | 2:04:07,2       |
| 4   | Steve Ward         | Suzuki       | 108,63 mph      | 2:04:59,0       |
| 5   | Steve Tonkin       | Yamaha       | 107,67 mph      | 2:06:23,2       |
| 6   | Chas Mortimer      | Yamaha       | 107,14 mph      | 2:06:46,4       |
| 7   | Ian Richards       | Yamaha       | 106,28 mph      | 2:07:47,8       |
| 8   | Kenny Blake        | Yamaha       | 106,08 mph      | 2:08:02,4       |
| 9   | Bernard Murray     | Yamaha       | 105,99 mph      | 2:08:09,0       |
| 10  | Bill Ingram        | Yamaha       | 105,63 mph      | 2:08:35,0       |
| 13  | Hans-Otto Butenuth | Suzuki       | 102,66 mph      | 2:12:26,6       |
| 22  | Graeme McGregor    | Beale-Yamaha | 100,27 mph      | 2:15:27,0       |
| 30  | Charlie Williams   | Yamaha       | 94,22 mph       | 2:28:53,2       |
| DNF | Billie Guthrie     | Suzuki       | brandstoftekort | brandstoftekort |
| DNF | Alex George        | Cagiva       | ontsteking      |                 |
| DNF | Mick Grant         | Suzuki       | krukas          |                 |
| DNF | Ron Haslam         | Yamaha       |                 |                 |
| DNF | Joey Dunlop        | Suzuki       |                 |                 |
| DNF | Bill Smith         | onbekend     |                 |                 |
| DNF | Barry Smith        | onbekend     |                 |                 |

## Junior 250 cc TT
Er bestond geen twijfel aan de winnaar van de Junior TT en Charlie Williams maakte de verwachtingen waar door overtuigend te winnen met ruim een minuut voorsprong. Hij reed op een Yamaha TZ 250 met cilinders die waren ontwikkeld door Harald Bartol. Wel onverwacht was de tweede plaats van de Australiër Graeme McGregor, die nog nooit op de 60 km lange Snaefell Mountain Course had gereden. Chas Mortimer werd vierde ondanks ontstekingsproblemen.

### Junior 250 cc TT
| Pos | Coureur          | Merk          | Snelheid   | Tijd      |
| --- | ---------------- | ------------- | ---------- | --------- |
| 1   | Charlie Williams | Maxton-Yamaha | 105,13 mph | 2:09:11,8 |
| 2   | Graeme McGregor  | Yamaha        | 104,22 mph | 2:10:19,6 |
| 3   | Ian Richards     | Yamaha        | 104,14 mph | 2:10:25,6 |
| 4   | Chas Mortimer    | Yamaha        | 104,03 mph | 2:10:32,6 |
| 5   | Jeff Sayle       | Yamaha        | 103,87 mph | 2:10:45,4 |
| 6   | Steve Tonkin     | Yamaha        | 103,07 mph | 2:11:46,6 |
| 7   | Bill Ingham      | Maxton-Yamaha | 102,82 mph | 2:12:05,8 |
| 8   | Bill Simpson     | Yamaha        | 102,60 mph | 2:12:15,4 |
| 9   | Eddie Roberts    | Yamaha        | 102,32 mph | 2:12:44,6 |
| 10  | Kenny Harrison   | Yamaha        | 101,68 mph | 2:13:34,8 |
| 15  | Tony Rutter      | Yamaha        | 100,94 mph | 2:14:33,2 |
| 35  | Barry Smith      | Yamaha        | 94,02 mph  | 2:24:27,0 |
| DNF | Joey Dunlop      | onbekend      |            |           |
| DNF | Ron Haslam       | onbekend      |            |           |
| DNF | Tommy Robb       | onbekend      |            |           |

## Formula Two TT en Formula Three TT
De Formula Two TT en de Formula Three TT reden tegelijk, waarbij de beide klassen om en om (twee rijders per keer) om de tien seconden werden gestart. Alan Jackson jr. won met een 600cc-Honda voor het derde jaar op rij de Formula Two. Jackson was lang opgejaagd door Frank Rutter, maar aan het begin van de laatste ronde viel die uit door een kapotte versnellingsbak. De Formula Three werd gewonnen door de veteraan Barry Smith, voormalig fabriekscoureur voor Derbi in de lichte klassen. Barry Smith had tien jaar niet meer op het eiland Man gereden en gebruikte nu een Yamaha RD 250. Bij de finish had hij bijna vijf minuten voorsprong op Roger Hunter. Tijdens deze race verongelukte Fred Launchbury met een 250cc-Maico bij Barregarrow. 

### Uitslag Formula Two TT
| Pos | Coureur            | Merk    | Snelheid        | Tijd            |
| --- | ------------------ | ------- | --------------- | --------------- |
| 1   | Alan Jackson jr.   | Honda   | 101,55 mph      | 1:29:09,8       |
| 2   | Roger Bowler       | Honda   | 99,67 mph       | 1:30:51,0       |
| 3   | Steve Tonkin       | Honda   | 98,59 mph       | 1:31:50,8       |
| 4   | Ian Richards       | Honda   | 97,09 mph       | 1:33:15,0       |
| 5   | Steve Ward         | Benelli | 94,56 mph       | 1:33:45,2       |
| 6   | Michael Hunt       | Laverda | 94,14 mph       | 1:36:11,0       |
| 7   | Phil Odlin         | Honda   | 93,04 mph       | 1:37:19,4       |
| 8   | Ray Knight         | Honda   | 93,03 mph       | 1:37:19,8       |
| 9   | Peter Davies       | Laverda | 92,67 mph       | 1:37:42,6       |
| 10  | David Goodfellow   | Honda   | 91,55 mph       | 1:38:54,2       |
| 13  | Joey Dunlop        | Benelli | 90,62 mph       | 1:39:55,0       |
| DNF | Hans-Otto Butenuth | Honda   |                 |                 |
| DNF | Charlie Williams   | Yamaha  |                 |                 |
| DNF | Frank Rutter       | Honda   | versnellingsbak | versnellingsbak |

### Uitslag Formula Three TT
| Pos | Coureur         | Merk      | Snelheid  | Tijd      |
| --- | --------------- | --------- | --------- | --------- |
| 1   | Barry Smith     | Yamaha    | 97,82 mph | 1:32:33,8 |
| 2   | Roger Hunter    | Honda     | 93,14 mph | 1:37:13,2 |
| 3   | Malcolm Wheeler | Aermacchi | 91,39 mph | 1:39:05,0 |
| 4   | Tony Rutter     | Honda     | 90,75 mph | 1:39:46,5 |
| 5   | Tommy Robb      | Suzuki    | 89,73 mph | 1:40:54,4 |
| 6   | Neil Tuxworth   | Honda     | 89,71 mph | 1:40:56,0 |
| 7   | Bill Smith      | Honda     | 89,00 mph | 1:41:44,4 |
| 8   | John Hammond    | Aermacchi | 88,70 mph | 1:42:05,2 |
| 9   | Alan Cathcart   | Aermacchi | 88,39 mph | 1:42:26,6 |
| 10  | Harald Grasse   | Yamaha    | 87,83 mph | 1:43:05,6 |
| DNF | Chas Mortimer   | onbekend  |           |           |
| DNF | Fred Launchbury | Maico     | (†)       | (†)       |
| DNF | Mick Boddice    | onbekend  |           |           |

## Classic TT
In 1979 was de Classic TT de belangrijkste en dus ook de afsluitende race van de TT van Man. Mike Hailwood had de Senior TT al gewonnen met de ex-Pat Hennen-Suzuki RG 500 uit 1978 en in de Classic TT trad hij met dezelfde machine aan. Alex George gebruikte de 998cc-Honda waarmee hij de Formula One TT had gewonnen. Beiden vochten een geweldig duel uit, waarbij Alex George de eerste vier ronden aan de leiding ging, terwijl Hailwood steeds dichterbij kwam. In de voorlaatste ronde nam Hailwood de leiding en aan het begin van de laatste ronde had hij 0,8 seconden voorsprong. In Ramsey had hij nog steeds de leiding, maar in de klim op de Mountain Section was de Honda sterker en George won met 3,4 seconden verschil. De strijd tussen de beide kopmannen overschaduwde de geweldige prestatie van Charlie Williams, die met zijn tot 354 cc opgeboorde Yamaha TZ 350 derde werd, vóór Jeff Sayle met een Yamaha TZ 750. 

### Uitslag Classic TT
| Pos | Coureur          | Merk          | Snelheid   | Tijd      |
| --- | ---------------- | ------------- | ---------- | --------- |
| 1   | Alex George      | Honda         | 113,08 mph | 2:00:07,0 |
| 2   | Mike Hailwood    | Suzuki        | 113,02 mph | 2:00:10,4 |
| 3   | Charlie Williams | Yamaha        | 109,99 mph | 2:03:29,4 |
| 4   | Jeff Sayle       | Yamaha        | 109,53 mph | 2:04:00,0 |
| 5   | Graeme McGregor  | Beale-Yamaha  | 109,38 mph | 2:04:10,4 |
| 6   | Joey Dunlop      | Yamaha        | 108,96 mph | 2:04:39,2 |
| 7   | Chas Mortimer    | Yamaha        | 108,61 mph | 2:05:03,6 |
| 8   | Kenny Blake      | Yamaha        | 107,36 mph | 2:06:30,4 |
| 9   | Steve Moynihan   | Yamaha        | 106,24 mph | 2:07:50,4 |
| 10  | Derek Huxley     | Yamaha        | 106,17 mph | 2:07:55,6 |
| 11  | Bill Smith       | Maxton-Yamaha | 105,71 mph | 2:08:29,4 |
| DNF | Tony Rutter      | onbekend      |            |           |
| DNF | Billie Guthrie   | onbekend      |            |           |
| DNF | Mick Grant       | onbekend      |            |           |
| DNF | Ron Haslam       | onbekend      |            |           |

## Sidecar TT
De Sidecar TT werd weer verreden over twee manches ("Legs") van drie ronden. Omdat Trevor Ireson en Clive Pollington beide manches wonnen werden zij ook totaalwinnaars. 

### Sidecar TT Leg one
Mick Boddice/Chas Birks en Dick Greasley/John Parkins vochten aanvankelijk om de leiding van de eerste manche, maar in de laatste ronde moest Greasley door benzinetekort gas terugnemen en Mick Boddice moest bij Creg-ny-Baa de afgelopen ketting repareren. Rolf Steinhausen kreeg een vastloper en Jock Taylor had problemen met zijn ontsteking. Uiteindelijk ging de overwinning naar Trevor Ireson en Clive Pollington (750cc-Yamaha). Clive was 44 jaar oud en moest zich bij de medische post laten behandelen, volgens sommigen wegens vermoeidheidsverschijnselen, maar hij had ook zijn arm opengehaald tegen een trottoirband. Rolf Steinhausen moest zijn vierde plaats opgeven door een gebroken stroomlijnkuip.

#### Uitslag Sidecar TT Leg one
| Pos | Coureur          | Bakkenist        | Merk             | Snelheid        | Tijd            |
| --- | ---------------- | ---------------- | ---------------- | --------------- | --------------- |
| 1   | Trevor Ireson    | Clive Pollington | Yamaha           | 102,14 mph      | 1:06:29,4       |
| 2   | Dick Greasley    | John Parkins     | Yamaha           | 101,58 mph      | 1:06:51,4       |
| 3   | Mick Boddice     | Chas Birks       | Yamaha           | 99,96 mph       | 1:07:56,2       |
| 4   | Brian Hargreaves | Norman Burgess   | Yamaha           | 98,10 mph       | 1:09:13,4       |
| 5   | Dave Saville     | Hugh Sanderson   | Yamaha           | 98,09 mph       | 1:09:13,8       |
| 6   | Nigel Rollason   | Dave Homer       | Barton Phoenix   | 97,64 mph       | 1:09:33,2       |
| 7   | Mal White        | Phil Spendlove   | Rumbold-Yamaha   | 96,87 mph       | 1:10:06,2       |
| 8   | Peter Campbell   | Richard Goodwin  | Yamaha           | 96,80 mph       | 1:10:09,2       |
| 9   | Rolf Biland      | Kurt Waltisperg  | Busch-TTM-Yamaha | 96,59 mph       | 1:10:18,4       |
| 10  | Allan Steele     | Anthony Barrow   | Yamaha           | 95,51 mph       | 1:11:06,4       |
| 13  | Dennis Bingham   | Julia Bingham    | Yamaha           | 93,99 mph       | 1:12:15,2       |
| DNF | Jock Taylor      | Gordon Russell   | Fowler-Yamaha    | ontsteking      |                 |
| DNF | Rolf Steinhausen | Kenny Arthur     | KSA-Yamaha       | vastloper       |                 |
| DNF | Phil Williams    | Steve Verne      | Suzuki           | Steve Verne (†) | Steve Verne (†) |

### Sidecar TT Leg two
Omdat de tweede manche twee dagen later werd verreden was bakkenist Clive Pollington fit genoeg om deel te nemen. Met Trevor Ireson had hij dit keer minder moeite om te winnen, mede door de pech van Rolf Steinhausen, die door een gescheurde brandstoftank moest opgeven. Nigel Rollason werd met de Barton Phoenix tweede. 

#### Uitslag Sidecar TT Leg two
| Pos | Coureur          | Bakkenist        | Merk             | Snelheid   | Tijd      |
| --- | ---------------- | ---------------- | ---------------- | ---------- | --------- |
| 1   | Trevor Ireson    | Clive Pollington | Yamaha           | 100,79 mph | 1:07:22,6 |
| 2   | Nigel Rollason   | Dave Homer       | Barton Phoenix   | 99,82 mph  | 1:08:02,0 |
| 3   | Dave Saville     | Hugh Sanderson   | Yamaha           | 99,55 mph  | 1:08:13,0 |
| 4   | Mal White        | Phil Spendlove   | Rumbold-Yamaha   | 98,72 mph  | 1:08:47,6 |
| 5   | Graham Milton    | John Brushwood   | British Magnum   | 98,67 mph  | 1:08:49,6 |
| 6   | Brian Hargreaves | Norman Burgess   | Yamaha           | 97,57 mph  | 1:09:36,2 |
| 7   | Peter Campbell   | Richard Goodwin  | Yamaha           | 97,13 mph  | 1:09:55,0 |
| 8   | Rolf Biland      | Kurt Waltisperg  | Busch-TTM-Yamaha | 96,84 mph  | 1:10:07,6 |
| 9   | Mick Joyce       | Alan Collins     | Suzuki           | 94,95 mph  | 1:11:31,2 |
| 10  | Dick Hawes       | Bill Boldison    | Anderson-Yamaha  | 94,79 mph  | 1:11:38,6 |
| 16  | Jock Taylor      | Gordon Russell   | Fowler-Yamaha    | 92,82 mph  | 1:13:09,6 |
| 28  | Dennis Bingham   | Julia Bingham    | Yamaha           | 88,60 mph  | 1:16:38,8 |
| DNF | Mick Boddice     | Chas Birks       | Yamaha           |            |           |
| DNF | Dick Greasley    | John Parkins     | Yamaha           |            |           |
| DNF | Rolf Steinhausen | Kenny Arthur     | KSA-Yamaha       | lekke tank |           |

1907 · 1908 · 1909 · 1910 · 1911 · 1912 · 1913 · 1914 · Eerste Wereldoorlog · 1920 · 1921 · 1922 · 1923 · 1924 · 1925 · 1926 · 1927 · 1928 · 1929 · 1930 · 1931 · 1932 · 1933 · 1934 · 1935 · 1936 · 1937 · 1938 · 1939 · Tweede Wereldoorlog · 1947 · 1948 · 1949 · 1950 ·1951 · 1952 · 1953 · 1954 · 1955 · 1956 · 1957 · 1958 · 1959 · 1960 · 1961 · 1962 · 1963 · 1964 · 1965 · 1966 · 1967 · 1968 · 1969 · 1970 · 1971 · 1972 · 1973 · 1974 · 1975 · 1976 · 1977 · 1978 · 1979 · 1980 · 1981 · 1982 · 1983 · 1984 · 1985 · 1986 · 1987 · 1988 · 1989 · 1990 · 1991 · 1992 · 1993 · 1994 · 1995 · 1996 · 1997 · 1998 · 1999 · 2000 · 2002 · 2003 · 2004 · 2005 · 2006 · 2007 · 2008 · 2009 · 2010 · 2011 · 2012 · 2013 · 2014